# Suchoj Su-8
Suchoj Su-8 (DDBŠ) byl sovětský dvoumotorový dvoumístný bitevní dolnoplošník smíšené[zdroj⁠?!] konstrukce s dvojitou SOP a zatahovacím podvozkem ostruhového typu, který měl být užíván k boji proti nepřátelským tankům. 

## Vznik
V roce 1942 se prokázaly určité nedostatky bitevních letounů Iljušin Il-2, z nichž nejvíce vadil krátký dolet. Šturmoviky musely při operacích vzlétat těsně za frontou, aby svým doletem stačily postupu tankových útvarů.
P. O. Suchoj se tedy rozhodl vyvinout dvoumotorový dvoumístný pancéřový šturmovik (DDBŠ), schopný svým doletem pokrýt větší rozsah pozemních operací bez potřeby změny letiště. Velká nosnost měla být využita k většímu nákladu pum než Il-2.
Nový stroj se v dokumentaci značil jako Samolet B.

## Vývoj
Letové zkoušky dvou prototypů byly zahájeny v roce 1944. Pohon zajišťovaly dva dvouhvězdicové motory AŠ-71F pod pancéřovými kryty typu NACA. Duralová střední část trupu byla zakončena střeleckou věží s kulometem UBT ráže 12,7 mm. Pod ní byl výstupek s instalovaným pohyblivým kulometem ŠVAK ráže 7,62 mm. Obě zbraně obsluhoval jeden střelec chráněný pancéřováním. Velký výstupek pod trupem na úrovni křídla ukrýval čtyři prototypové protitankové kanóny OKB-16-45 (NS-45) ráže 45 mm konstruktérů Nudelmana a Suranova. Ve vnějších částech křídla byly na každé straně čtyři kulomety ŠKAS proti živým cílům. Pumovnice mezi nosníky centroplánu pojala celkem 600 kg pum. Vnější závěsy umožnily nést další pumy.
Nakonec se od jeho sériové výroby upustilo a přednost dostaly stroje Il-2 a Il-10.

## Specifikace
Údaje dle

### Technické údaje
- Osádka: 2 (pilot a pozorovatel/radista/střelec)
- Rozpětí: 20,50 m
- Délka: 13,58 m
- Výška:
- Nosná plocha: 60,00 m²
- Hmotnost prázdného letounu: 9 180 kg
- Maximální vzletová hmotnost: 12 425 kg
- Pohonná jednotka: 2 × dvouhvězdicový motor Švecov AŠ-71F o výkonu 2 250 k

### Výkony
- Maximální rychlost: 550 km/h
- Stoupavost:
- Dostup: 9 000 m
- Dolet: 1 100 km

### Výzbroj
- 4 × letecký kanón ráže 45 mm
- 8 × kulomet ŠKAS ráže 7,62 mm
- 1 × pohyblivý kulomet UBT ráže  12,7 mm ve střelecké věži
- 1 × pohyblivý kulomet ŠKAS ráže 7,62 mm
- 800 kg pum